# Ligne de Brétigny à La Membrolle-sur-Choisille
La ligne de Brétigny à La Membrolle-sur-Choisille est une ligne ferroviaire française à écartement standard. Elle est issue de l'ancienne ligne de Paris à Tours par Vendôme de la Compagnie du chemin de fer de Paris à Orléans (PO). Cette infrastructure, qui porte le n° 550 000 du réseau ferré national, débute à Brétigny-sur-Orge et rejoint à La Membrolle-sur-Choisille, dans l'agglomération tourangelle, la ligne de Tours au Mans.
C'est aujourd'hui le troisième axe ferroviaire reliant Tours à Paris (les deux premiers étant la LGV Atlantique et la ligne de Paris-Austerlitz à Bordeaux-Saint-Jean passant par Orléans et la vallée de la Loire). Elle constitue dans l'Essonne une branche de la ligne C du RER d'Île-de-France. Entre Dourdan et La Membrolle-sur-Choisille, elle constitue une ligne du réseau TER Centre-Val de Loire.

## Histoire

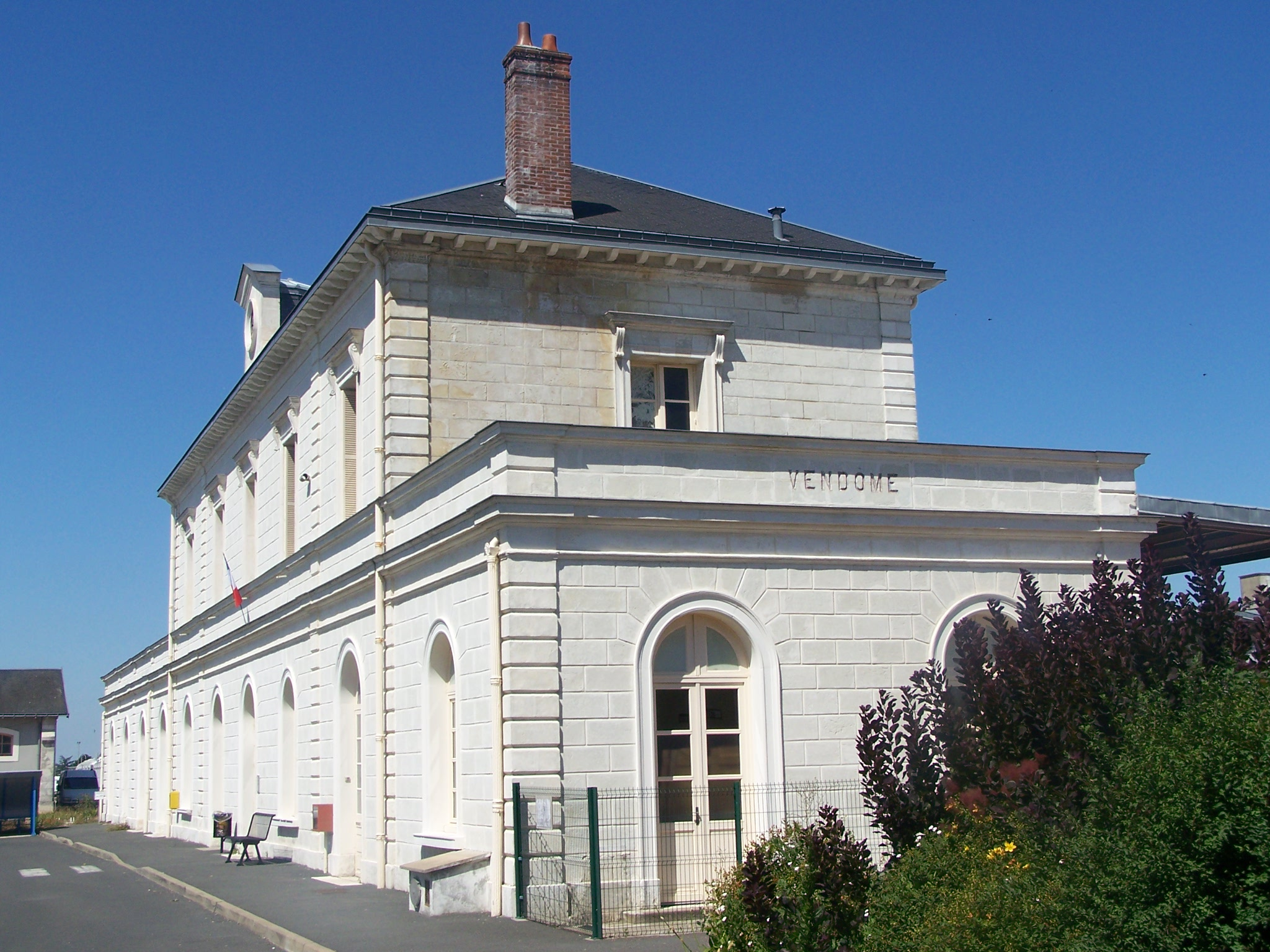
Bâtiment de la gare de Vendôme.

Le 7 juillet 1838 une loi concède un embranchement sur Arpajon, conjointement à la ligne de Paris à Orléans, à une compagnie dirigée par Casimir Leconte.
À la suite de la déconfiture financière de la Compagnie du chemin de fer Grand-Central de France, son démantèlement est organisé en 1857 au profit de la Compagnie du chemin de fer de Paris à Orléans et de la constitution de la Compagnie des chemins de fer de Paris à Lyon et à la Méditerranée. Dans ce cadre, la Compagnie du chemin de fer de Paris à Orléans reçoit à titre complémentaire, notamment la concession à titre définitif d'une ligne « de Paris à Tours par ou près Châteaudun et Vendôme » par la convention signée le 11 avril 1857 avec le ministre des Travaux publics. Cette convention est approuvée par décret le 19 juin 1857.
La ligne entre Brétigny et Tours est mise en service en deux étapes : en 1865 sur la section de Brétigny à Vendôme, puis en 1867 sur la section de Vendôme à La Membrolle-sur-Choisille par la Compagnie du chemin de fer de Paris à Orléans (compagnie du PO).
Ce second itinéraire de Paris à Tours est réalisé afin de maintenir une ligne de chemin de fer entre les deux villes à l'abri des inondations ravageuses de la Loire. Établie dans la plaine agricole de la Beauce, très peu accidentée, la ligne dessert essentiellement de petites localités où se développe une industrie locale de tannerie et de travail du bois. La première section de la ligne de Brétigny à Vendôme (144 kilomètres) est ouverte le 28 décembre 1865.
Le tronçon de Vendôme à La Membrolle, long de 58 kilomètres, est ouvert le 5 août 1867. Il est raccordé, près du bourg de La Membrolle à la ligne de Tours au Mans.
Quatre liaisons quotidiennes relient Paris à Tours, dont trois en 7 h 37 min, desservant les trente-deux gares intermédiaires de la ligne. La quatrième liaison ne dessert que vingt-et-une gares intermédiaires, en 6 h 55 min. La nouvelle ligne fait un moment concurrence à l'itinéraire via Les Aubrais (ligne de Paris à Bordeaux), mais elle s'efface rapidement, la ligne de Vendôme développant un trafic à caractère plus régional.
La ligne est mise en double voie en 1901, puis électrifiée en 1924 (en 1 500 volts), mais uniquement sur la section de Brétigny à Dourdan. Cette section fut intégrée dans la ligne C du RER en 1979. Au-delà de Dourdan, la ligne est à voie unique et à traction autonome.
De 2009 à 2013, la ligne fait l'objet d'importants travaux de régénération de la voie entre Dourdan et Notre-Dame-d'Oé dans le cadre du contrat de plan État-région Centre 2007-2013.
En 2022, de nouveaux travaux de modernisation sont effectués sur la ligne entre Dourdan et La Menbrolle pour un montant de 51,5 millions d'euros.

## Infrastructure

### Tracé
La ligne suit de relativement près la D 910/RN 10 de Tours à Châteaudun et Bonneval puis rejoint la banlieue sud-ouest de Paris en longeant la RD 17 puis la RD7¹, passant par Voves puis Auneau.

### Caractéristiques
Elle est non électrifiée et à voie unique à partir de la gare de Dourdan - La Forêt, terminus d'une des branches du RER C. À Brétigny, elle se raccorde à la ligne de Paris-Austerlitz à Bordeaux-Saint-Jean. Du côté tourangeau, elle se raccorde au nord-ouest de Tours à la ligne de Tours au Mans.
La LGV Atlantique a la particularité de lui être parallèle sur une quarantaine de kilomètres dans le département d'Eure-et-Loir, entre Auneau et Bonneval.

LGV Atlantique et ligne de Brétigny à La Membrolle-sur-Choisille
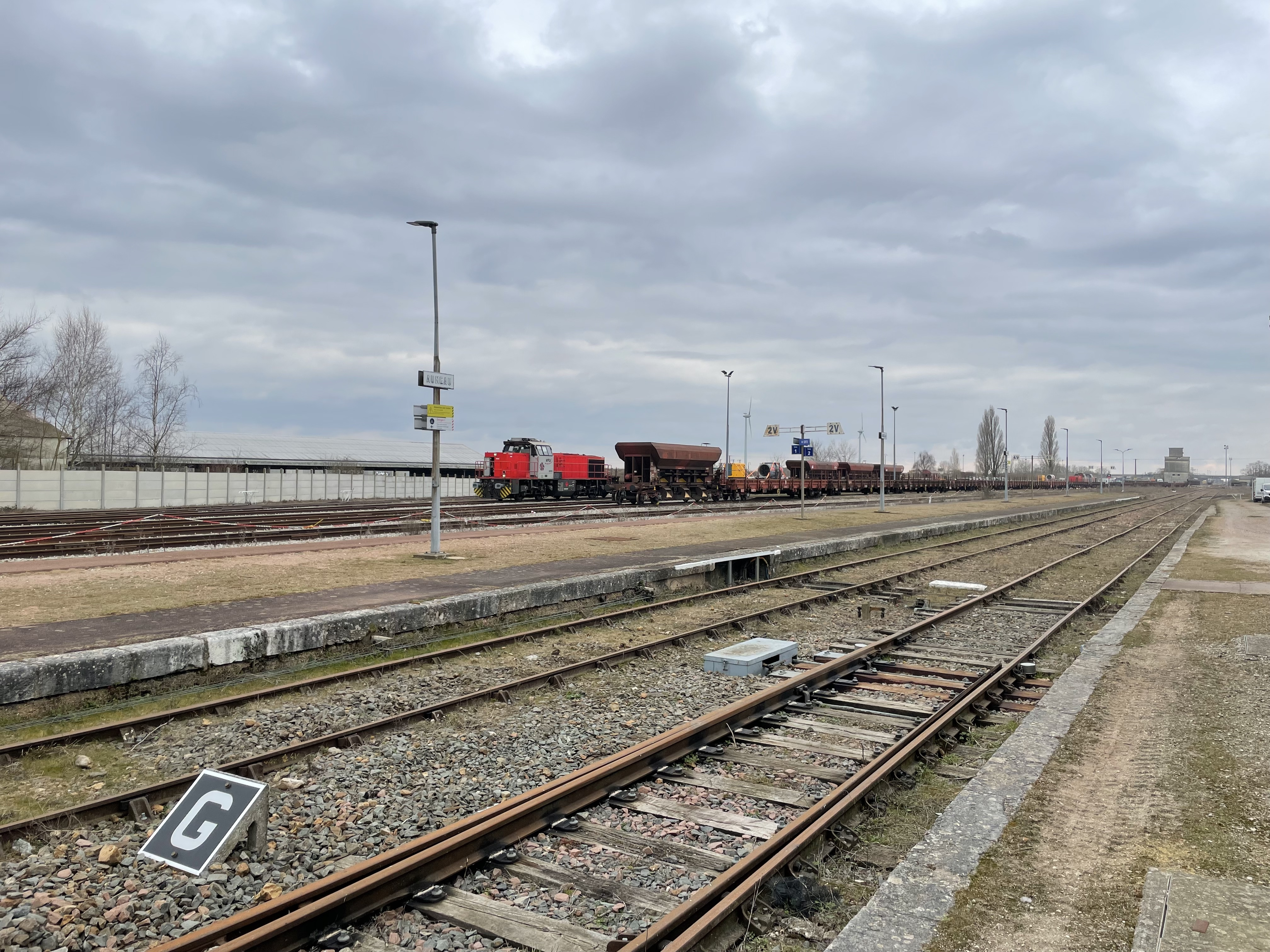
Gare d'Auneau (Eure-et-Loir).
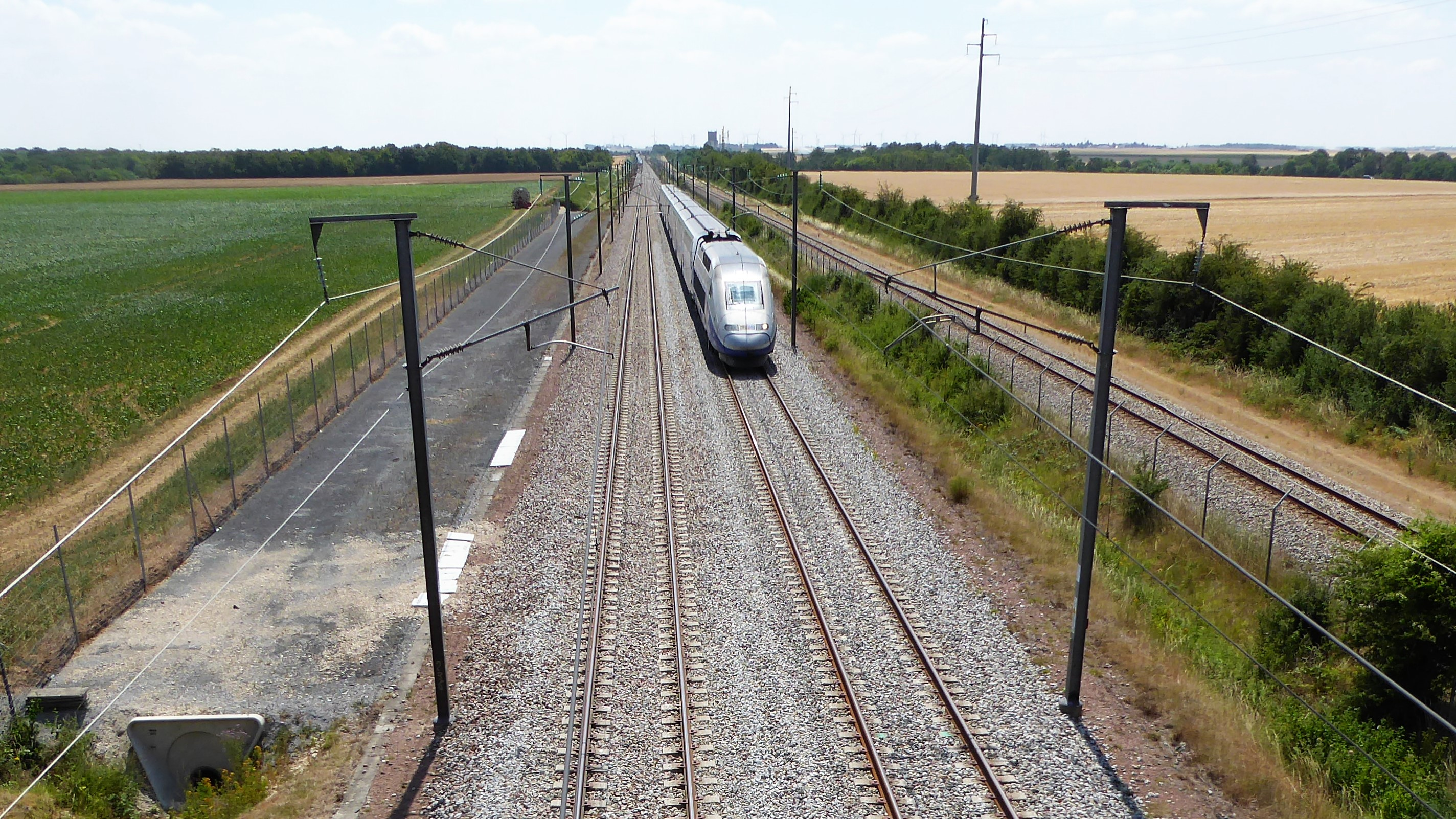
Saint-Léger-des-Aubées.
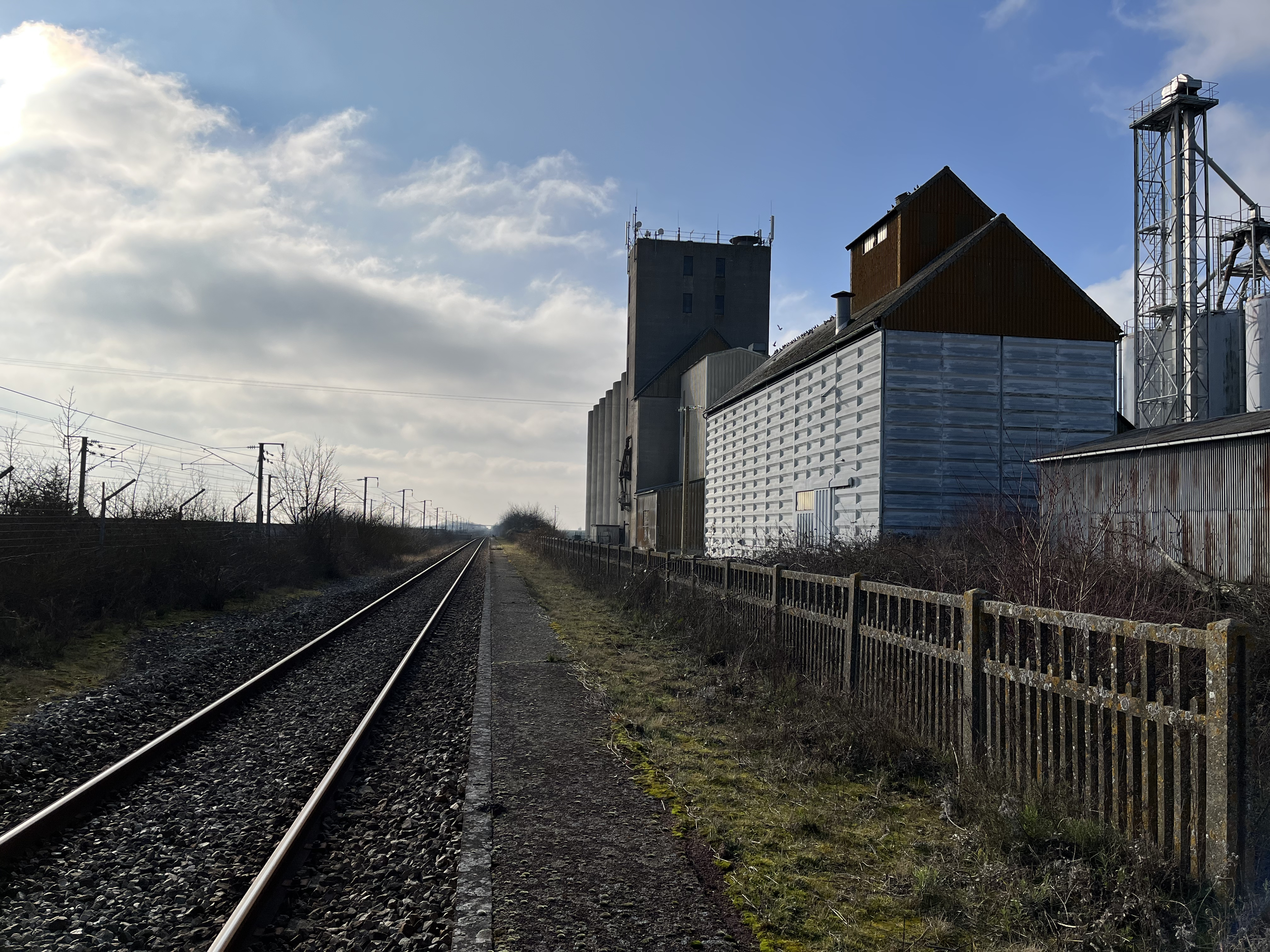
Gare de Santeuil.
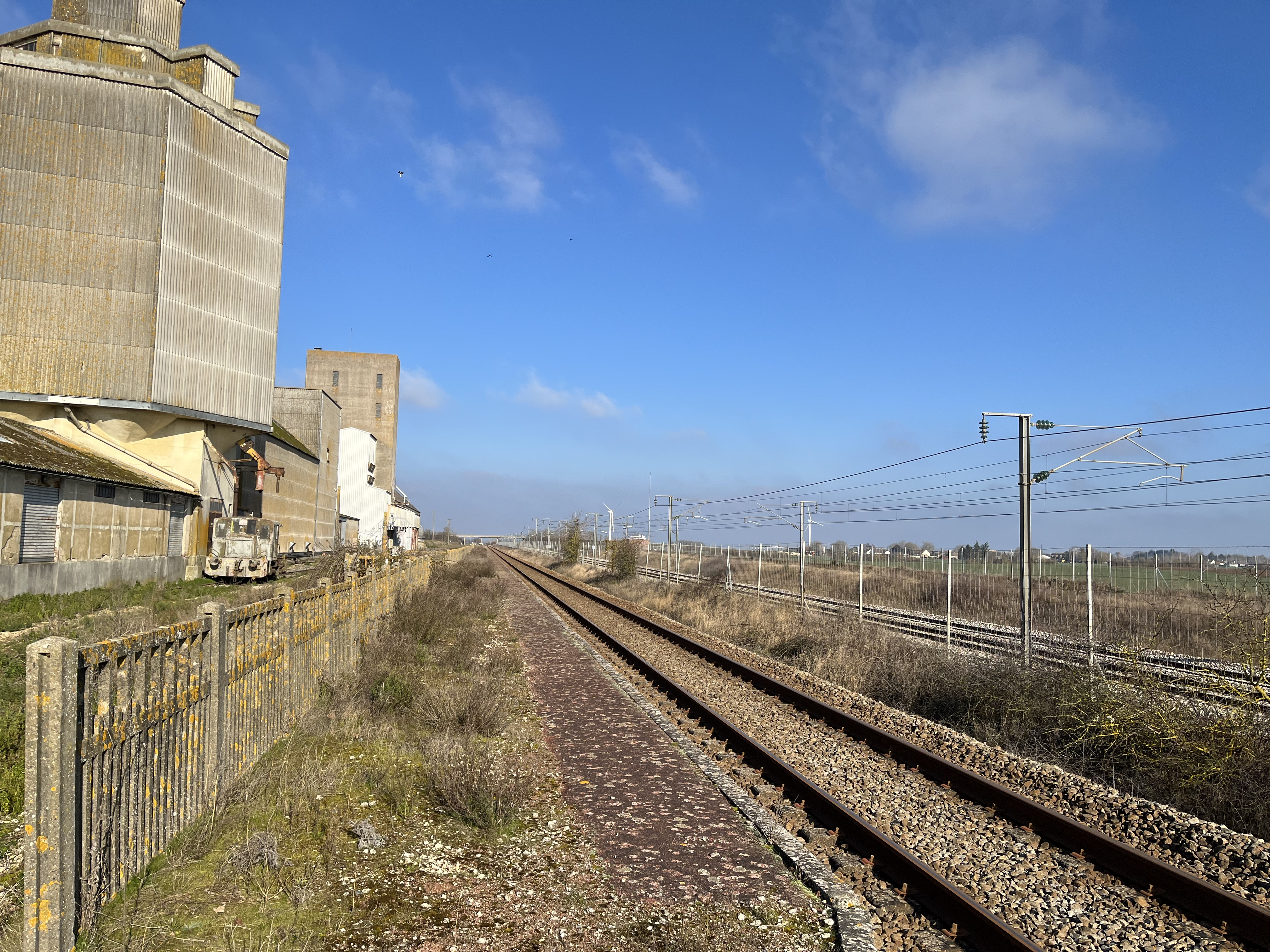
Gare d'Allonnes - Boisville.
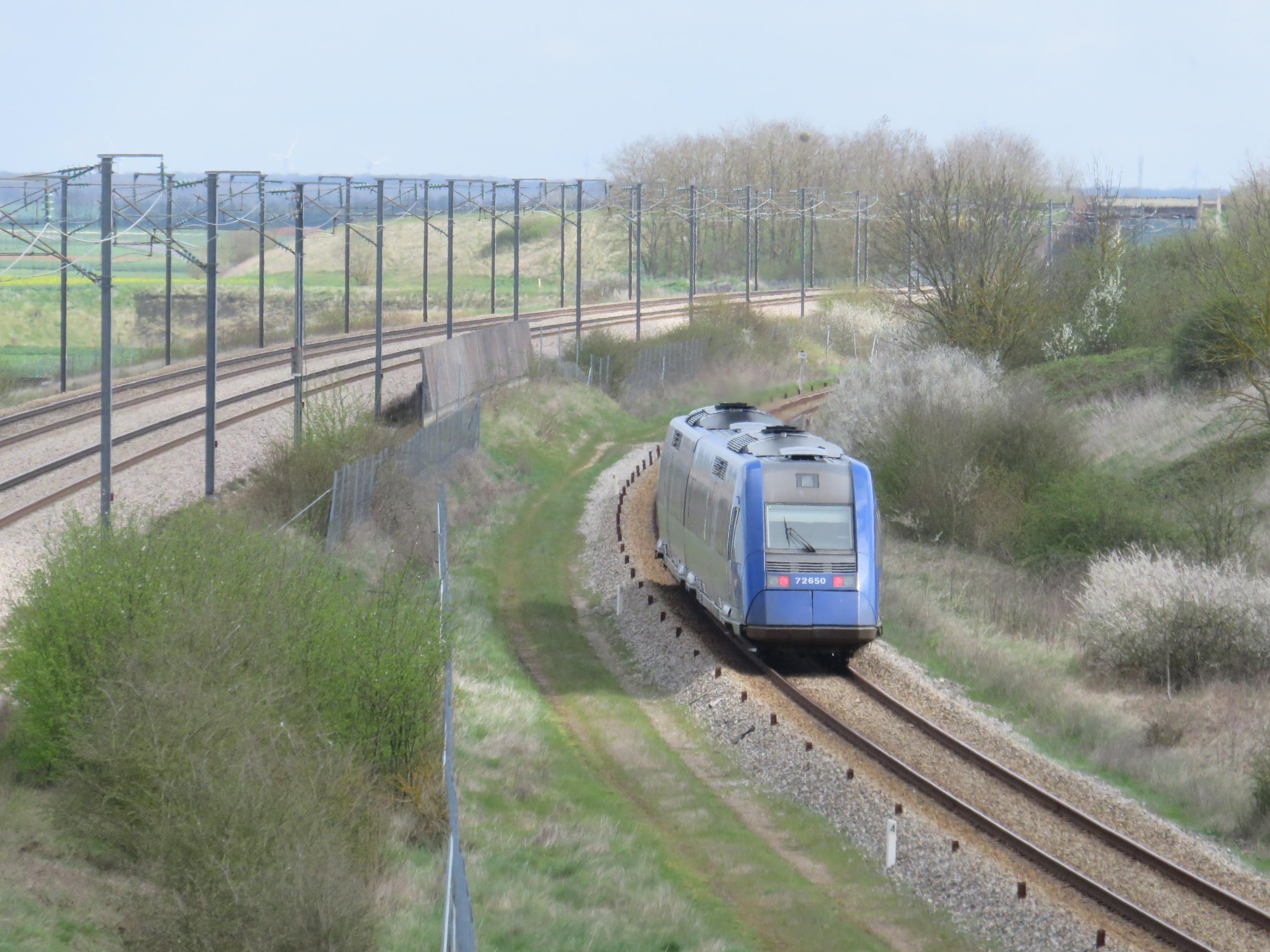
Moriers (Eure-et-Loir).

### Vitesses limites
Les vitesses limites de la ligne en 2012 pour les AGC, les autorails ainsi que les automotrices (jusqu'à Dourdan), en sens impair, sont indiquées dans le tableau ci-dessous ; toutefois, les trains de certaines catégories, comme les trains de marchandises, sont soumis à des vitesses limites plus faibles.
| De                | À                          | Limite           |
| ----------------- | -------------------------- | ---------------- |
| Brétigny          | Arpajon                    | 120              |
| Arpajon           | Dourdan                    | 130 (120 autom.) |
| Dourdan           | Châteaudun                 | 140              |
| Châteaudun        | Pancarte km 147,8          | 80               |
| Pancarte km 147,8 | Vendôme                    | 100              |
| Vendôme           | Pancarte km 192,3          | 90               |
| Pancarte km 192,3 | Château-Renault            | 60               |
| Château-Renault   | Monnaie                    | 140              |
| Monnaie           | Notre-Dame-d'Oé            | 110              |
| Notre-Dame-d'Oé   | La Membrolle-sur-Choisille | 90               |

Depuis 2013, une augmentation de la vitesse limite des trains est intervenue, par exemple, sur la section de Vendôme à Château-Renault.

## Exploitation
Cette ligne supporte des trafics de voyageurs (par TER et RER) et de fret. À la suite de la fermeture au trafic voyageurs et au déclassement de nombreuses autres lignes qui la croisait, elle était devenue assez isolée. Depuis 2016 et la réouverture du trafic entre Chartres et Voves, première étape de la réouverture totale de la ligne de Chartres à Orléans, les voyageurs peuvent prendre des correspondances depuis et vers Chartres en gare de Voves.

### Matériel roulant
Sur l'ensemble de sa section électrifiée, la ligne est parcourue principalement par des Z 2N (Z 5600, Z 8800, Z 20500 et Z 20900) pour les missions du RER C jusqu'à la gare de Dourdan - La Forêt. Au delà, le matériel roulant est majoritairement composé d'autorails X 72500 à deux ou trois caisses pour le service TER, en provenance de Paris-Austerlitz.